# HMS Lion (1709)
HMS Lion – brytyjski okręt liniowy służący w Royal Navy pomiędzy 1709 a 1765. Była to jedna z pierwszych jednostek zbudowanych na podstawie wytycznych zawartych w tzw. Ustaleniu 1706 roku – pierwszych stałych wytycznych do budowy wszystkich brytyjskich okrętów.
Losy okrętu są bardzo słabo poznane, zwłaszcza przed jego przebudową. Został zwodowany w 1709 i niedługo później wszedł do służby. 9 grudnia 1735 "Lion" został skierowany do stoczni w Deptford w celu przebudowy (nowe wytyczne w ramach Ustalenia 1733 roku). 25 kwietnia 1738 okręt ponownie wodowano.
W trakcie wojny o sukcesję austriacką, latem 1745, okręt pod dowództwem kpt. Piercy'ego Bretta patrolował wybrzeże Kornwalii. Głównym celem misji HMS "Lion" było likwidacja lub zmuszenie do odwrotu francuskich okrętów wojennych. 9 lipca w pobliżu wybrzeża, dostrzeżono dwa francuskie okręty: fregatę "La Doutelle" oraz okręt liniowy "L'Elizabeth" płynące w kierunku Walii i Szkocji. Wywiązała się zażarta walka – bitwa Liona z L'Elizabeth. Okręt brytyjski wyszedł z tego starcia bardzo mocno uszkodzony (m.in. stracił wszystkie maszty) i musiał zawrócić do portu w Plymouth.
Po remoncie, jednostka służyła dalej we flocie wojennej, biorąc m.in. udział w II bitwie u przylądka Finisterre w 1747. Ostatecznie, w 1765 "Liona" sprzedano za £850.